# Цьвіклін
Цьвіклін (пол. Ćwiklin) — село в Польщі, у гміні Плонськ Плонського повіту Мазовецького воєводства.
Населення — 306 осіб (2011).
У 1975—1998 роках село належало до Цехановського воєводства.

## Демографія
Демографічна структура станом на 31 березня 2011 року:
|          | Загалом | Допрацездатний вік | Працездатний вік | Постпрацездатний вік |
| -------- | ------- | ------------------ | ---------------- | -------------------- |
| Чоловіки | 156     | 36                 | 105              | 15                   |
| Жінки    | 150     | 38                 | 90               | 22                   |
| Разом    | 306     | 74                 | 195              | 37                   |